# Good Day (musikalbum)
Good Day är Nilla Nielsens sjätte studioalbum, utgivet den 29 november 2016 på Gecko Music. Albumet producerades av Nilla Nielsen, som även skrivit alla låtar. Lasse Lindbom har producerat låten "Dark Side of the Moon".
Singlarna "Good Day" och "Destination Unknown" har spelats flitigt på Sveriges Radio P4 
På bonuslåten "Dark Side of the Moon" medverkar såväl Mats "MP" Persson (Gyllene Tider) som Lasse Lindbom.
Good Day har fått bra kritik - såväl i svensk som i utländsk media.  

## Låtlista
1. Destination Unknown - (Nilla Nielsen)
2. Good Day - (Nilla Nielsen)
3. Revolutionary Love - (Nilla Nielsen)
4. The World Seems So Rough - (Nilla Nielsen)
5. Bite Me - (Nilla Nielsen)
6. Good Loving - (Nilla Nielsen)
7. You Give Me What I Need - (Nilla Nielsen)
8. Filthy Man - (Nilla Nielsen)
9. Only One Crying - (Nilla Nielsen)
10. Dark Side of the Moon - (Nilla Nielsen)

## Singlar
- Good Day, 2016
- Destination Unknown, 2016

## Musiker
- Nilla Nielsen - Sång, akustisk gitarr, munspel, elgitarr, bas, programmering
- Bengt Johnson - Trummor, cajón & percussion (1-2, 4, 6-7)
- Niklas Ekelund - Elgitarr, mandolin, akustisk gitarr, barytongitarr, & orgel (1-2, 4, 6-7)
- Erik Urban - Bas (1-2, 4, 6-7)
- Tomas Pettersson - Hammondorgel & moog (1, 4, 7, 9)
- Josef Underdal - Trummor (3, 8-9)
- Andreas Gustafsson - Elgitarr & kör (3)
- Mikael Underdal - Bas, mandolin, Wurlitzer & munspel (3, 8-9)
- Linnea Olsson - Cello (4)
- Jacob Underdal - Elgitarr (8)
- Peter Sonnsjö - Elgitarr (9)
- Mats "MP" Persson - Elgitarr, keyboard, programmering, bas (10)
- Lasse Lindbom - Akustisk gitarr (10)

## Fotnoter
1. ↑  ”Destination Unknown på Sveriges Radio P4”, Sveriges Radio P4 mars 2017
2. ↑  ”Riveting Riffs recension av Good Day”, Riveting Riffs januari 2017
3. ↑  ”Olle Berggrens (Kvällsposten) recension av Good Day”, Olle Berggren november 2016